# Формула 17
«Формула 17» (кит. 17歲的天空, англ. Formula 17) — фильм-драма 2004 года. Картина была запрещена в Сингапуре, поскольку цензорам не понравилось, что «гомосексуальность в ней преподносится как нормальное и естественное социальное явление».

## Сюжет
Главный герой фильма — наивный и застенчивый парень по имени Чжоу Тяньцай с острова Тайвань. Он отправляется в Тайбэй, чтобы впервые встретиться со своим виртуальным другом, с которым познакомился через MSN Messenger. Неисправимый романтик, Тянь свято верит в настоящую любовь и разочарован в друге, который считает, что для того, чтобы заниматься сексом, чувства не нужны. Так свидание продлилось совсем недолго. Тянь находит приют в доме своего старого приятеля по имени Юй, который работает официантом ночного гей-клуба. Тянь узнаёт много интересного о Юе, который является одной из самых противоречивых фигур в местной гей-тусовке. А чуть позже Тянь знакомится с городским плейбоем по фамилии Бай, который славится тем, что меняет парней, как перчатки. Тянь без ума от нового знакомого. Но как найти путь к его сердцу?

## В ролях
| Актёр                     | Роль         |
| ------------------------- | ------------ |
| Тони Ян (Ян Юнин)         | Чжоу Тяньцай |
| Дэн Цинь (Данг Кхань) Лаи | Бай Тенань   |
| Цзинь Цинь                | Тун Вэньюй   |